# الفريد (مدينة البيضاء)

تعديل مصدري - تعديل

حارة الفريد هي إحدى حارات مدينة مدينة البيضاء أحد مدن محافظة البيضاء، بلغ تعداد سكانها 1591 نسمة حسب تعداد اليمن لعام 2004.